# 전주고용노동지청
전주고용노동지청(全州雇傭勞動支廳)은 취약근로자의 근로조건의 보호, 노사관계 안정, 실업자 취업지원 및 고용창출을 위한 각종고용지원사업, 산업재해예방 등의 업무를 수행하는 대한민국 고용노동부 광주지방고용노동청 소속기관으로 전주고용노동지청장(4급)은 서기관 또는 기술서기관으로 보한다. 전북특별자치도 전주시 덕진구 건산로 251(인후동1가 807-8번지)에 위치하고 있다.

## 연혁
- 1963년 12월 16일 전주산업재해보상보험사무소 개소
- 1968년  6월 25일 전주직업안정소 개소
- 1970년  4월  7일 전북산업재해보상보험사무소 및 전북직업안정소로 각각 명칭 변경
- 1972년  2월 16일 전북산업재해보상보험사무소를 전북산업재해 보상보험지방사무소로 변경
- 1972년 12월 19일 노동청전주지방사무소와 전북직업안정소를 통합하여 노동청 전주지방사무소로 단일화
- 1973년  3월 10일 노동청 전주지방노동사무소로 개칭
- 1981년  4월  8일 노동부 승격으로 노동부 전주지방사무소로 변경
- 1987년  5월 15일 노동부 전주사무소로 변경
- 1987년 12월  9일 전주지방노동사무소로 개칭
- 1997년 12월 27일 노동부 통합청사 신축이전
- 1998년  5월 15일 전북인력은행 개소
- 1998년 10월 13일 정읍고용안정센터 개소
- 1998년 11월  9일 전주서부고용안정센터 개소
- 1998년 11월 25일 전주일일취업센터 개소
- 2000년 10월  2일 전북인력인력은행 폐지
- 2001년  3월  2일 남원고용안정센터 개소
- 2001년  6월 16일 전주일일취업센터 이전
- 2001년  6월 25일 진안고용안정센터 개소
- 2004년  9월  1일 전주일일취업센터 폐지
- 2006년  3월  2일 전주서부고용안정센터 폐지 및 전주종합고용안정센터 개소
- 2006년  8월 16일 전주종합고용지원센터 진안출장팀 폐지. 전주종합고용지원센터 기획총괄과, 취업지원과, 기업지원과 3과로 분과
- 2006년  12월 18일 전주종합고용지원센터 자체청사 확보이전
- 2010년  7월  5일 노동부에서 고용노동부로 직제개편
- 2010년  7월 12일 광주지방고용노동청 전주고용노동지청 직제개편(고용지원센터->고용센터로 센터명칭변경)

## 조직

### 전주고용노동지청
- 근로개선지도1과
- 근로개선지도2과
- 산재예방지도과

## 소속기관

### 전주고용센터
- 기획총괄과
- 지역협력과
- 취업지원과
- 기업지원과

## 같이 보기
- 고용노동부
- 광주지방고용노동청
- 한국고용정보원